# Mattiastrum asperum
Mattiastrum asperum är en strävbladig växtart som först beskrevs av John Ellerton Stocks, och fick sitt nu gällande namn av August Brand. Mattiastrum asperum ingår i släktet Mattiastrum och familjen strävbladiga växter. Inga underarter finns listade i Catalogue of Life.